# مشکلی نیست که خوب نباشی
مشکلی نیست که خوب نباشی (کره‌ای: 사이코지만 괜찮아; لاتین‌نویسی اصلاح‌شده: Saikojiman Gwaenchana) یک مجموعه تلویزیونی محصول کره جنوبی در سال ۲۰۲۰ به نویسندگی جو یونگ، به کارگردانی پارک شین وون و با بازی کیم سو هیون، سو یه جی، اوه جونگ سه و پارک گیو یونگ است. این مجموعه از ۲۰ ژوئن تا ۹ اوت ۲۰۲۰ از تی‌وی‌ان پخش شد. نیویورک تایمز، سریال «مشکلی نیست که خوب نباشی» را یکی از بهترین نمایش‌های بین‌المللی سال ۲۰۲۰ نامید.

## خلاصه داستان
داستان حول محور مردی سخت کوش به اسم مون کانگ-ته می‌گذرد که برادر بزرگش مبتلا به بیماری اوتیسم است و کانگ-ته به تنهایی باید بر مشکلات و مصائب برادر بزرگترش بر بیاید و در عین حال برای امرار معاش کار کند تا زندگی‌اش را بگذراند.
همهٔ این مشکلات علاوه بر خاطرهٔ قتل مادر کانگ-ته که برادرش را عصبی می‌کند دست به دست هم می‌دهند تا کانگ-ته شخصی باشد که تمام زندگی خودش را وقف تنها دارای‌اش یعنی برادرش بکند.
در این میان کانگ-ته با نویسندهٔ محبوب برادرش، کو مون-یونگ آشنا می‌شود  که زنی جسور، بی‌پروا و دارای افکاری عجیب و غریب و شخصیتی کمال‌گرا است.
در همان لحظه اول رابطه‌ای عجیب بین کانگ-ته و مون-یونگ ایجاد می‌‌شود، مون-یونگ در تلاش است تا کانگ-ته را تصاحب کند چرا که کانگ-ته برخلاف بقیه مردها در مقابلش ایستاده و انسانی جالب برای مون-یونگ به نظر می‌رسد.

## بازیگران

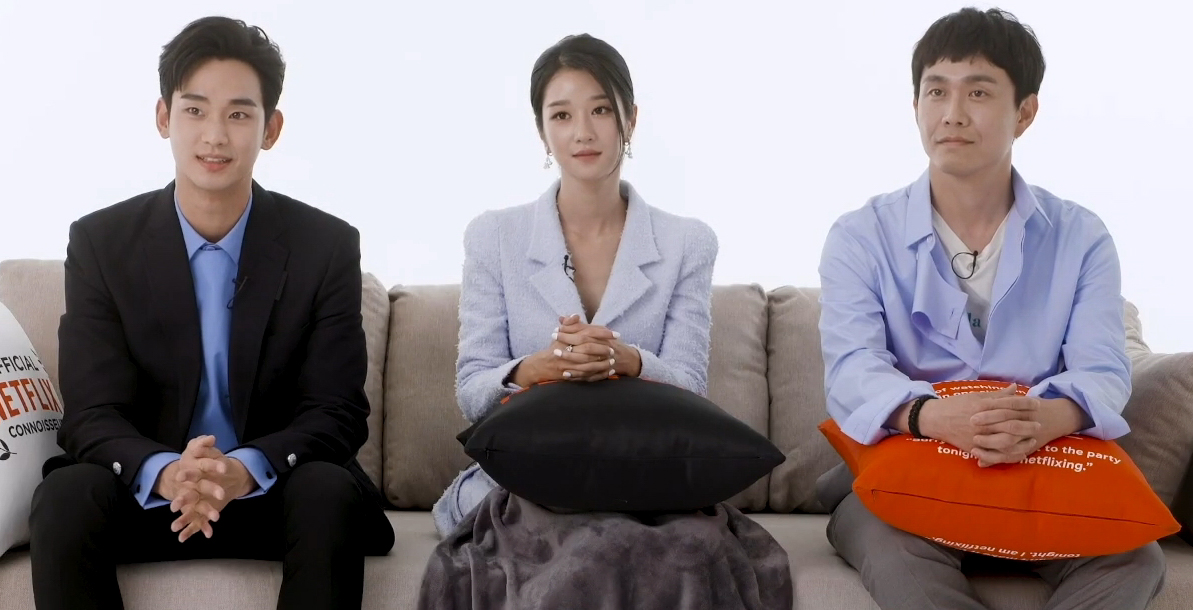
کیم سو هیون، سو یه جی و اوه جونگ سه در یک مصاحبه تبلیغاتی.

### اصلی
- کیم سو هیون در نقش مون کانگ ته
  - مون وو جین در نقش جوانی مون کانگ ته
- سو یه جی در نقش کو مون یونگ
  - کیم سو این در نقش جوانی کو مون یونگ
- اوه جونگ سه در نقش مون سانگ ته